# Алибаев, Давлят
Давлят Алибаев — советский хозяйственный, государственный и политический деятель, Герой Социалистического Труда.

## Биография
Родился в 1922 году в ауле Сурхан . Член КПСС.
Участник Великой Отечественной войны в составе 3-го батальона 351 сп 308 сд Центрального Фронта. С 1943 года — на хозяйственной, общественной и политической работе. В 1943—1985 гг. — колхозник, бухгалтер колхоза, советский работник в Джаркурганском районе, председатель исполкома Джар-Курганского райсовета депутатов трудящихся Сурхан-Дарьинской области, директор совхоза «Сурхан» Джар-Курганского района Сурхандарьинской области.
Указом Президиума Верховного Совета СССР от 11 января 1957 года присвоено звание Героя Социалистического Труда с вручением ордена Ленина и золотой медали «Серп и Молот».
Умер в ауле Сурхан после 1985 года.

## Награды и звания
- Герой Социалистического Труда (11.01.1957).
- орден Ленина (11.01.1957; 25.12.1976)
- орден Октябрьской Революции (08.04.1971)
- орден Отечественной войны I степени (1985)
- орден Трудового Красного Знамени (10.12.1973)
- орден Дружбы народов (26.02.1981)